# ويليام ماينارد
خطأ لوا في mw.text.lua على السطر 25: bad argument #1 to 'match' (string expected, got nil).
ويليام ماينارد (بالإنجليزية: William Maynard)‏ هو لاعب كرة قدم بريطاني (وحمل سابقاً جنسية المملكة المتحدة لبريطانيا العظمى وأيرلندا) في مركز حراسة المرمى، ولد في 18 مارس 1853 في لندن في المملكة المتحدة، وتوفي في 2 سبتمبر 1921 في دورهام، إنجلترا في المملكة المتحدة. شارك مع منتخب إنجلترا لكرة القدم. أما مع النوادي، فقد لعب مع 1st Surrey Rifles F.C. ‏ وWanderers F.C. ‏.

## وصلات خارجية
- ويليام ماينارد على موقع قاعدة بيانات كرة القدم.إي يو (الإنجليزية)
- ويليام ماينارد على موقع ناشيونال فوتبول تيمز (الإنجليزية)